# Lissey (Martap)
Lissey est un village de la commune de Martap située dans la région de l'Adamaoua situé dans le département de la Vina au Cameroun.

## Population
En 1967, Lissey comptait 287 habitants, principalement Foulbe.
Lors du recensement de 2005, 338 personnes y ont été dénombrées dont 181 de sexe masculin et 157 de sexe féminin.